# 2024년 하계 올림픽 알제리 선수단
2024년 하계 올림픽 알제리 선수단은 2024년 7월 26일부터 8월 11일까지 프랑스 파리에서 열리는 2024년 하계 올림픽에 참가한 올림픽 알제리 선수단이다.

## 출전 선수
| 종목     | 남자 | 여자 | 전체 |
| -------- | ---- | ---- | ---- |
| 육상     | 7    | 1    | 8    |
| 배드민턴 | 1    | 1    | 2    |
| 복싱     | 2    | 3    | 5    |
| 카누     | 0    | 1    | 1    |
| 사이클   | 1    | 1    | 2    |
| 펜싱     | 1    | 3    | 4    |
| 체조     | 0    | 1    | 1    |
| 유도     | 2    | 1    | 3    |
| 조정     | 1    | 1    | 2    |
| 요트     | 1    | 0    | 1    |
| 사격     | 2    | 1    | 3    |
| 수영     | 1    | 1    | 2    |
| 탁구     | 1    | 1    | 2    |
| 역도     | 1    | 0    | 1    |
| 레슬링   | 6    | 2    | 8    |
| 전체     | 27   | 18   | 45   |

## 종목별 성적

### 레슬링
남자
- 이샤크 가이우
- 파디 루아바
- 파티흐 벤페르잘라
- 바시르 시드 아자라
- 압둘카림 페르가트

여자
- 이브티삼 두두
- 샤이마 푸지아 아위시

### 배드민턴
여자
- 코세일라 마메리
- 타니나 마메리

### 복싱
남자
여자

### 육상
남자
- 무함마드 알리 가완드
- 술레이만 물라
- 자말 세자티

여자

## 매달 집계
| 종목 | 1 | 2 | 3 | 합계 |
| 종목 | ' | ' | ' | '    |
| 종목 | ' | ' | ' | '    |
| 종목 | ' | ' | ' | '    |
| 합계 | ' | ' | ' | '    |

## 같이 보기
- 2024년 하계 올림픽